# Francisita
La francisita es un mineral  del grupo IV (óxidos) según la clasificación de Strunz, descubierto en 1990, de fórmula química Cu3Bi(SeO3)2O2Cl.
Contiene un 28,99% de bismuto, un 26,44% de cobre y un 21,90% de selenio.
Debe su nombre a Glyn Francis, oficial de control de calidad de la cantera Iron Monarch (Australia), quien recogió este mineral por primera vez.

## Propiedades
Es un mineral de coloración verde clara y brillo adamantino. Tiene dureza 3 - 4 en la escala de Mohs, comparable a la de la calcita y la fluorita. Cristaliza en el sistema ortorrómbico.

## Génesis
Es un mineral secundario muy infrecuente encontrado en baritina oxidada en una formación sedimentaria de hierro de la época Precámbrica. Aparece asociado a  chorargyrita, moscovita y naumannita.

## Yacimientos
El yacimiento tipo de este mineral se localiza en la cantera de Iron Monarch, en la península de Eyre (Australia).
Solo se conoce otro depósito más, éste en el municipio de Villaputzu (Cerdeña, Italia).